# Cooperació Econòmica del Mar Negre

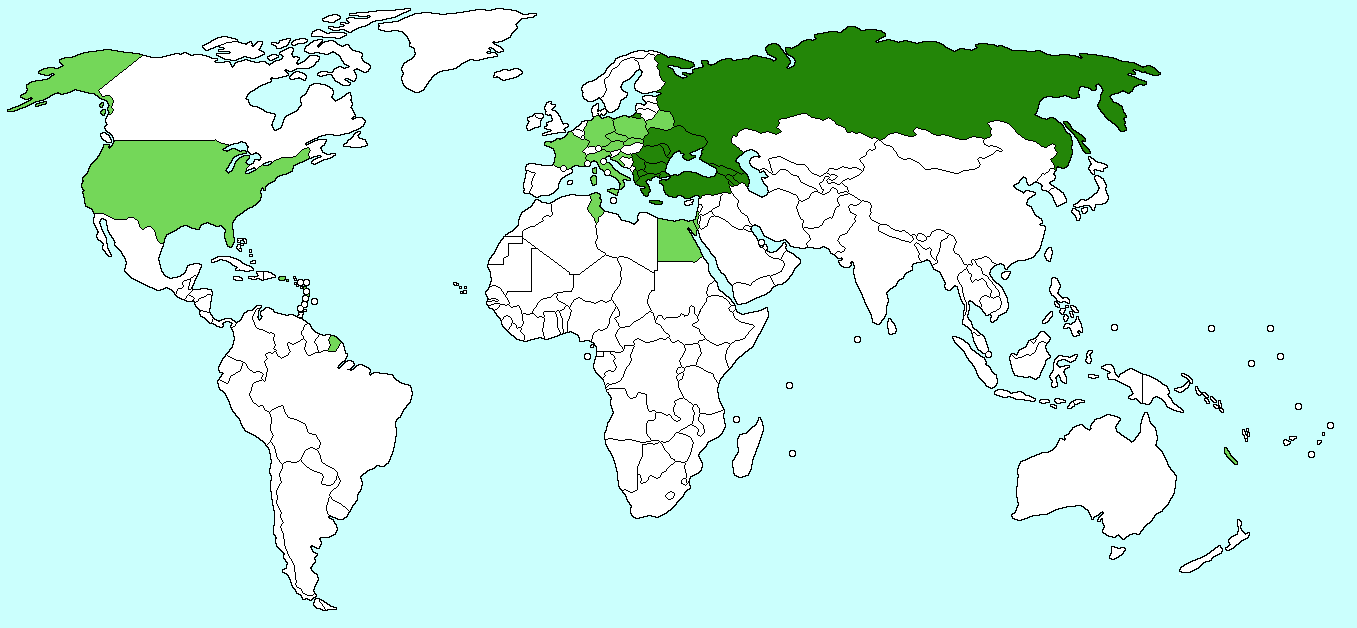
Estats membres de la BSEC
Estats observadors de la BSEC

La Cooperació Econòmica del Mar Negre (BSEC, per les seues sigles en anglés) és una organització creada per aconseguir la cooperació econòmica dels països del mar Negre. Busca l'establiment de bases comunes de seguretat, estabilitat i prosperitat, especialment després de la profunda transformació que ha sofert aquesta regió en l'última dècada. Va ser fundada en 1992 i té la seu a Istanbul, Turquia.
Amb l'entrada en vigor de la seva Carta l'1 de maig de 1999, la BSEC va adquirir identitat jurídica internacional i es va transformar en una organització econòmica regional de ple dret: l'Organització de la Cooperació Econòmica de la Mar Negra. Amb l'adhesió de Sèrbia (llavors Sèrbia i Montenegro) a l'abril de 2004, els Estats membres de l'Organització van augmentar a dotze. L'adhesió de Macedònia del Nord el 2020 va augmentar l'organització a tretze.
Un aspecte important de les activitats de BSEC és el desenvolupament de les pimes i l'emprenedoria als països membres. Sobre aquests temes, s'han organitzat una sèrie de tallers en col·laboració amb la Fundació Konrad Adenauer i ERENET.

## Membres

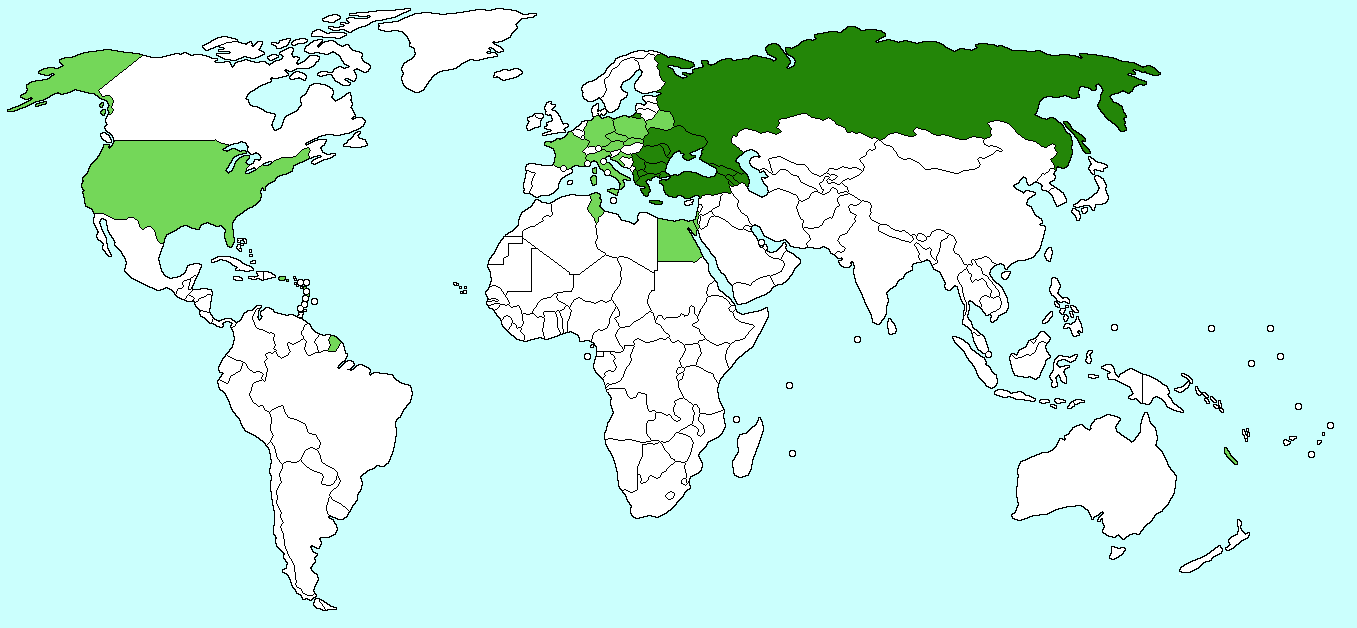

Membres fundadors:
| Escut | Bandera               | Nom         | Àrea (km 2) | Població    | Població densitat (per km²) | Capital  | Nom(s) en llengua(s) oficial(s) |
| ----- | --------------------- | ----------- | ----------- | ----------- | --------------------------- | -------- | ------------------------------- |
|       | Albània               | Albània     | 28.748      | 2.876.591   | 98,5                        | Tirana   | Shqipëria                       |
|       | Armènia               | Armènia     | 29.743      | 3.000.756   | 101.5                       | Erevan   | Հայաստան (Hayastan)             |
|       | Azerbaidjan           | Azerbaidjan | 86.600      | 9.911.646   | 113                         | Bakú     | Azǝrbaycan                      |
|       | Bulgària              | Bulgària    | 110.910     | 7.101.859   | 64.9                        | Sofia    | България (Bǎlgariya)            |
|       | Geòrgia               | Geòrgia     | 69.700      | 3.718.200   | 53.5                        | Tbilisi  | საქართველო (Sakartvelo)         |
|       | Grècia                | Grècia      | 131.957     | 10.768.477  | 82                          | Atenes   | Ελλάδα (Ellàda)                 |
|       | República de Moldàvia | Moldàvia    | 33.846      | 3.434.547   | 101.5                       | Chișinău | Moldàvia                        |
|       | Romania               | Romania     | 238.397     | 19.638.000  | 84.4                        | Bucarest | Romania                         |
|       | Rússia                | Rússia      | 17.098.246  | 144.526.636 | 8.4                         | Moscou   | Россия (Rossiya)                |
|       | Turquia               | Turquia     | 783.356     | 83.614.362  | 106.7                       | Ankara   | Turquia                         |
|       | Ucraïna               | Ucraïna     | 603.628     | 42.418.235  | 73,8                        | Kíiv     | Україна (Ukrayina)              |

Membres posteriors:
| Braços | Bandera            | Nom                | Àrea (km 2) | Població  | Població densitat (per km²) | Capital | Nom(s) en llengua(s) oficial(s)         |
| ------ | ------------------ | ------------------ | ----------- | --------- | --------------------------- | ------- | --------------------------------------- |
|        | Macedònia del Nord | Macedònia del Nord | 24.856      | 1.836.713 | 83                          | Skopje  | Северна Македонија (Severna Makedonija) |
|        | Sèrbia             | Sèrbia             | 88.361      | 8.669.541 | 98.1                        | Belgrad | Србија (Srbija)                         |

A més, 13 països tenen estatus d'observador: Estats Units, Àustria, Alemanya, França, Polònia, Eslovàquia, Croàcia, República Txeca, Itàlia, Belarús, Egipte, Israel i Tunísia.

Cooperació Econòmica del Mar Negre

Com s'ha vist anteriorment, la pertinença no s'ha restringit als països que tenen accés al mar Negre: Albània, Armènia, Azerbaidjan, Grècia, Macedònia del Nord, Moldàvia i Sèrbia no tenen costes al mar Negre, tot i que els dos últims estan connectats a través de el corredor fluvial del Danubi i Grècia a través dels dos estrets marins.
La sol·licitud de Macedònia del Nord va ser vetada per Grècia després que Turquia vetés l'anterior sol·licitud de la República de Xipre, fet que va fer que Grècia deixés d'aprovar futures sol·licituds de qualsevol país. Tanmateix, Macedònia del Nord va ser admesa al bloc el 9 de novembre de 2020.

Països observadors:
- Àustria

- Belarús

- Croàcia

- Txèquia

- Egipte

- França

- Alemanya

- Hongria

- Israel

- Itàlia

- Polònia

- Eslovàquia

- Tunísia

- Estats Units

Organitzacions observadores:
- Club Internacional del Mar Negre

- Secretaria de la Carta de l'Energia

- Comissió Europea

- Black Sea Commission

Països socis del diàleg sectorial:
- Iran

- Japó

- Corea del Sud

- Montenegro

- Eslovènia

Organitzacions col·laboradores de diàleg sectorial:
- Black and Azov Seas Ports Association (BASPA)

- Black Sea International Shipowners Association (BINSA)

- Black Sea Region Association of Shipbuilders and Shiprepairers (BRASS)

- Xarxa d'universitats del Mar Negre (BSUN)

- Union of Road Transport Association in the Black Sea Economic Cooperation Region (BSEC-URTA)

- Conferència de Regions Marítimes Perifèriques per a Europa (CRPM)

- Comissió del Danubi

- Xarxa Internacional de Pimes (INSME)

- Organització Mundial del Turisme

Organitzacions internacionals:
- Unió Econòmica Eurasiàtica

- Comissió Internacional de TRACECA

- Assemblea Interparlamentària d'Ortodòxia[11]

- Assemblea Parlamentària de la Mediterrània[12]

- La iniciativa centreeuropea

- Nacions Unides

- Programa de les Nacions Unides per al Desenvolupament

- Comissió Econòmica de les Nacions Unides per a Europa

- Organització de les Nacions Unides per al Desenvolupament Industrial

- Banc Mundial

- Organització Mundial del Comerç

## Estructura

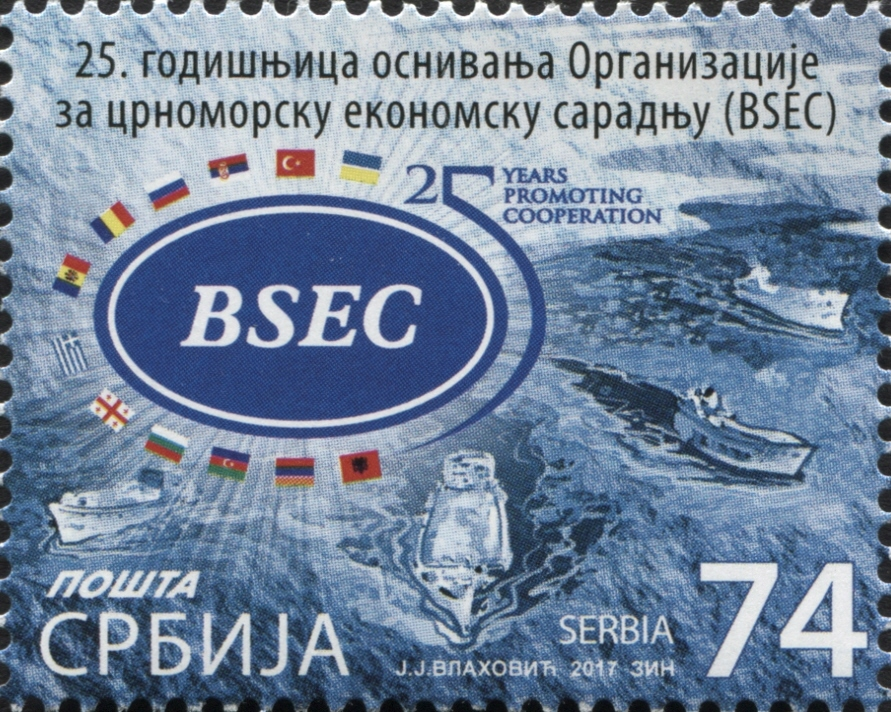
Commemoració del 25è aniversari de BSEC al segell postal de Sèrbia de 2017

- Les reunions de cimera dels caps d'estat o de govern dels estats membres es reuneixen periòdicament cada 5 anys;[1]

- El Consell de Ministres d'Afers Exteriors és el principal òrgan de decisió de l'OCEMN, i es reuneix dos cops l'any;

- El Consell de Ministres es reuneix per aconseguir consens sobre qüestions concretes;

- El Comitè d'Alts Funcionaris es reuneix 4 vegades l'any i actua en nom dels ministres d'Afers Exteriors;

- Els Òrgans subsidiaris formats pel Consell de Ministres d'Afers Exteriors s'ocupen del seu mandat definit pel Consell, preparen projectes conjunts i segueixen l'execució d'aquests projectes. Els grups de treball i els grups d'experts són els òrgans subsidiaris;

- La presidència en exercici coordina totes les activitats de l'OCEMN, així com, controla el bon desenvolupament de les activitats d'organització i execució de les resolucions i decisions adoptades pel Consell. Per ordre alfabètic anglès, un dels estats membres encapçala la presidència en exercici cada 6 mesos.[1] Ucraïna exerceix la presidència de BSEC durant el període de l'1 de juliol al 31 de desembre de 2017.[13]

## Òrgans relacionats
Els òrgans relacionats de l'OCEMN exerceixen les seves funcions amb el respecte dels principis de l'OCEM definits a la Declaració de la Cimera del 25 de juny de 1992 i a la Carta. Tenen el seu propi pressupost.

### Assemblea Parlamentaria de Cooperació Econòmica del Mar Negre (PABSEC)
L'Assemblea Parlamentària de la Cooperació Econòmica del Mar Negre amb seu a Istanbul, és la institució consultiva interparlamentària de l'organització formada a partir de la Declaració sobre l'establiment de l'Assemblea Parlamentària de la Cooperació Econòmica del Mar Negre el 26 de febrer de 1993 per 9 estats fundadors. Grècia es va unir a PABSEC el 1995, Bulgària es va unir el 1997 i Sèrbia (antiga Sèrbia i Montenegro) es va unir el 2004.
Els representants dels parlaments dels països membres persegueixen els objectius que s'especifiquen en el preàmbul de les Normes i Procediments del PABSEC: assegurar la comprensió i l'adopció de les idees i els objectius de la BSEC; proporcionar una base legal per a la cooperació social, econòmica, cultural, comercial i política entre els estats membres; donar suport als parlaments nacionals per reforçar la democràcia parlamentària; aprovar la legislació necessària per a l'execució de les decisions adoptades pels caps d'estat o pels ministres d'Afers Exteriors.
Els òrgans principals de PABSEC són l'Assemblea General, el Comitè Permanent, la Mesa, les Comissions, el President, el Secretari General i el Secretariat Internacional. L'Assemblea està formada per 76 membres. L'anglès, el francès, el rus i el turc són les llengües de treball de PABSEC.
El president de PABSEC és Archil Talakvadze de Geòrgia, el vicepresident és Anush Beghloyan d’Armènia.
Rússia va ser expulsada el desembre de 2022.

### Consell Empresarial de l'Organització de Cooperació Econòmica del Mar Negre (BSEC BC)
El Consell Empresarial de l'Organització de Cooperació Econòmica del Mar Negre es va formar el 1992 com una organització internacional, no governamental i sense ànim de lucre per enfortir la millora de l'entorn empresarial a la regió del Mar Negre. El Consell Empresarial representa les comunitats empresarials dels estats membres. El Secretariat Internacional del Consell Empresarial té la seu a Istanbul.

### Banc de Desenvolupament i Comerç del Mar Negre (BSTDB)
El Banc de Comerç i Desenvolupament del Mar Negre (BSTDB) és una institució financera internacional que es va formar el 24 de gener de 1997. Dona suport al desenvolupament econòmic i a la cooperació regional proporcionant finançament comercial i de projectes, garanties i equitat per a projectes de desenvolupament que donen suport a empreses públiques i privades dels seus països membres. Els objectius del banc inclouen la promoció de vincles comercials regionals, projectes transversals, inversió estrangera directa, suport a activitats que contribueixin al desenvolupament sostenible, amb èmfasi en la generació d'ocupació als països membres, assegurant que cada operació sigui econòmicament i financerament sòlida i contribueixi al desenvolupament d'una orientació al mercat. L'organització té un capital autoritzat de 1.325 milions de dòlars. La seu del banc es troba a Tessalònica, Grècia.
BSTDB es regeix per l'Acord que estableix el Banc de Desenvolupament i Comerç del Mar Negre, un tractat registrat a les Nacions Unides. A diferència del Fons Monetari Internacional i d'altres, el BSTDB no estableix condicions polítiques per les quals es puguin controlar els estats deutors. El banc té una qualificació creditícia a llarg termini d''A' de Moody's Investors Service i d''A3' de Standard & Poor's, ambdues amb una perspectiva estable.

### Centre Internacional d'Estudis del Mar Negre (ICBSS)
El Centre Internacional d'Estudis del Mar Negre és un grup de reflexió independent centrat en la regió més àmplia del Mar Negre, que serveix al mateix temps com a organisme relacionat de BSEC. Va ser establert el 1998.

### Centre de Coordinació BSEC per a l'intercanvi de dades estadístiques i informació econòmica (BCCESDEI)
El Centre de Coordinació BSEC per a l'intercanvi de dades estadístiques i informació econòmica es va crear amb l'objectiu de recollir informació estadística i econòmica, realitzar funcions de secretaria, coordinar les dades obtingudes i compartir-les amb els països membres.

## Grups de treball
Els estats membres estan cooperant en diferents qüestions dins dels grups de treball. Són els següents:
| Grups de treball sobre                                   | Coordinador de país | Terme                                       |
| -------------------------------------------------------- | ------------------- | ------------------------------------------- |
| Agricultura i Agroindústria                              | Turquia             | 1 de juliol de 2019 - 30 de juny de 2021    |
| Banca i Finances                                         | Rússia              | 1 de gener de 2020 - 31 de desembre de 2021 |
| Combatre el Crim                                         | Romania             | 1 de gener de 2018 - 31 de desembre de 2020 |
| Cultura                                                  | Turquia             | 1 de gener de 2019 - 31 de desembre de 2020 |
| Assumptes duaners                                        | pendent             |                                             |
| Educació                                                 | Rússia              | 1 de gener de 2020 - 31 de desembre de 2021 |
| Assistència d'emergència                                 | Grècia              | 1 de juliol de 2019 - 30 de juny de 2020    |
| Energia                                                  | Ucraïna             | 1 de gener de 2018 - 31 de desembre de 2019 |
| Protecció ambiental                                      | Romania             | 1 de gener de 2019 - 31 de desembre de 2020 |
| Intercanvi de Dades Estadístiques i Informació Econòmica | pendent             |                                             |
| Sanitat i Farmacèutica                                   | Romania             | 1 de juliol de 2018 - 30 de juny de 2020    |
| Tecnologies de la Informació i la Comunicació            | Bulgària            | 1 de gener de 2020 - 31 de desembre de 2021 |
| Renovació Institucional i Bon Govern                     | Romania             | 1 de gener de 2018 - 31 de desembre de 2019 |
| Ciència i Tecnologia                                     | Rússia              | 1 de juliol de 2018 - 30 de juny de 2020    |
| pimes                                                    | Rússia              | 1 de gener de 2020 - 31 de desembre de 2021 |
| Turisme                                                  | Turquia             | 1 de juliol de 2018 - 30 de juny de 2020    |
| Comerç i desenvolupament econòmic                        | Turquia             | 1 de juliol de 2018 - 30 de juny de 2020    |
| Transport                                                | Romania             | 1 de juliol de 2017 - 30 de juny de 2019    |

Les funcions dels Grups de Treball, dels quals encara no s'han nomenat coordinadors de països, les realitza temporalment el PERMIS.